# Maria Eufrosyne av Pfalz
Maria Eufrosyne av Pfalz, född 14 februari 1625 på Stegeborgs slott, Östergötland, död 24 oktober 1687 på Höjentorp, Västergötland, var grevinna av Pfalz och prinsessa av Sverige. Hon var dotter till Johan Kasimir av Pfalz-Zweibrücken och Katarina av Sverige, syster till Karl X Gustav och gift med greve Magnus Gabriel De la Gardie. Maria Eufrosyne verkade som mellanled för personer som sökte stöd eller hjälp hos hennes make, bror och brorson.

## Biografi

### Uppväxt
Maria Eufrosyne föddes och växte upp i Sverige tillsammans med drottning Kristina, då föräldrarna lämnat Tyskland år 1622, tidigt under trettioåriga kriget, för att söka skydd i moderns hemland. Hon uppfostrades först på Stegeborg, hennes mors förläning, men följde sin mor till hovet då modern efter kungens död 1632 fick ansvaret för drottning Kristina. Hon kvarblev vid hovet hos Kristina med sina syskon även efter moderns död 1638, medan fadern tillbringade sin tid på Stegeborg. Tack vare riksrådet Axel Banér fick hon en årlig pension å 3 000 dir smt samt 500 rdr varje nyår. 
Maria Eufrosyne fick en ovanligt god utbildning därför att hon hade utsetts till studiekamrat åt sin kusin drottning Kristina, som fick en utbildning reserverad för män. Studierna avbröts dock för hennes del: enligt Anders Fryxell eftersom hon inte ansågs lika begåvad, men också för att Kristina i egenskap av monark skulle få en annan undervisning än den som annars ansågs lämplig för personer av hennes kön. 1643 mottog hon ett erbjudande om äktenskap av greve Henrik av Nassau. Förslaget stöddes av prinsen av Oranien, generalstaterna, hans mor, samt drottning Kristina och förmyndarregeringen. Enligt Kristina var Henrik "en rik och vacker furste och därtill omtyckt av Maria Eufrosyne"[källa behövs]. Hennes far var dock tveksam eftersom Henrik inte ansågs vara tillräckligt förmögen, och han avböjde erbjudandet 1645, sedan Kristina förklarat att hon kunde ordna ett äktenskap med lika hög status åt Maria Eufrosyne i Sverige.

### Under Kristinas regeringstid

Prinsessan Maria Eufrosyne av Sverige med maken Magnus Gabriel De la Gardie – hennes högre börd markeras genom att maken står ett halvt trappsteg ned (målning: Hendrik Münnichhoven 1653).

Maria Eufrosyne av Pfalz-Zweibrücken, 1600-tal.

Den 15 mars 1645 förlovades Maria Eufrosyne med Kristinas nya gunstling, greve Magnus Gabriel De la Gardie och den 7 mars 1647 ägde vigseln rum i kungliga kapellet på Stockholms slott Tre Kronor. Äktenskapet arrangerades av drottning Kristina. Enligt Maria Eufrosyne själv var detta ett sätt för Kristina att visa ynnest mot dem båda: Magnus ska ha blivit förälskad i henne då han var arton år, och de ska ömsesidigt ha velat gifta sig med varandra. 
Bröllopet firades under stora högtidligheter, med ringränningar, torneringar och paraderingar. Kristina överlämnade själv Maria Eufrosyne till Magnus med orden att hon gav honom det käraste hon ägde. Enligt traditionen var detta ett triangeldrama, där både Kristina och Maria Eufrosyne var förälskade i Magnus och ville gifta sig med honom: Kristina såg sig tvingad att avstå av politiska skäl, och överlät därför Magnus till Maria Eufrosyne med orden: "Jag skänker dig den, som jag icke sjelf får ega". Hur mycket av detta som är sant är okänt. En pjäs har skrivits om detta påstådda triangeldrama. Kristina gav henne i bröllopsgåva Höjentorp i Västergötland, hennes mormor Maria av Pfalz favoritegendom, samt ett personligt underhåll 3 000 rdr samt under Kristinas regering varje nyår juveler till 2 000 ä 3 000 rdrs värde. Äktenskapet beskrivs inte som lyckligt. Dock ska paret ha utväxlat brev under de tider de var åtskilda, där i alla fall hon tycks ha uttryckt sig på ett sätt som anses tyda på kärlek. 
Maria Eufrosyne agerade förmedlare mellan Kristina och sin bror Karl Gustav, och gjorde allt för att försöka få dem att ingå det planerade äktenskapet. Magnus hamnade 1653 i onåd hos Kristina och paret tvingades då lämna hovet. Hon agerade då som medlare mellan honom och Kristina. Året därpå återvände paret till hovet vid Maria Eufrosynes brors trontillträde.

### Under Karl X:s och Karl XI:s regeringstid
Maria Eufrosyne hade ett gott förhållande till sin bror Karl Gustav. Vid Karl X Gustavs kröning 1654 fick Maria Eufrosyne titel och status som prinsessa av Sverige. Detta ifrågasattes av en del av adeln. Maria Eufrosyne hade genom äktenskap rätt till titeln grevinnan De la Gardie, men hon titulerades allmänt som "furstinnan" snarare än som "grevinnan". 
Maria Eufrosyne besökte Magnus ute i fält i både Tyskland och, år 1656, i Riga i Svenska Livland. Redan två veckor senare tvingades hon dock fly sedan Riga sattes i brand av ryska trupper. I september 1658 reste hon med sin svägerska Hedvig Eleonora till det av amiral Wrangel nyss erövrade Kronborg i Danmark. På Kronborg uppvaktades de av de utländska gesanter som följde den svenska armén och tog emot besök av kungen. Efter Roskildefreden 1658 besökte hon brodern i Göteborg. Han meddelade henne då att han ville göra hennes make till rikskansler, men hon övertalade honom då att avstå. Hon var närvarande vid Karl Gustavs dödsbädd i Göteborg 1660. Han lovade henne då "sköna gods" i de danska provinserna, pensioner åt hennes barn, och meddelade henne att han i sitt testamente mot hennes önskan hade gjort Magnus Gabriel till rikskansler. Det var utanför hennes palats Makalös som skandalen med hennes systerdotter Juliana av Hessen-Eschwege inträffade, då denna nedkom med ett barn 1672. 
Maria Eufrosyne var under sin levnad mycket aktiv som kontaktförmedlare. Som gift med ett riksråd fick hon i egenskap av riksrådinna motta många petitioner och ansökningar från supplikanter som ville att hon skulle påverka eller förmedla kontakt med maken. I egenskap av furstinna fick hon också motta supplikanter menade för sin regerande bror och brorson: även hennes make använde henne som medlare, särskilt under perioder då han befann sig i onåd. Hon tog emot supplikanter i sitt eget audiensrum på Karlbergs slott, som var prytt med tavlor av hennes bror kungen och hennes mor, prinsessan Katharina, med en dörr öppen från rummet till det sovrum hennes bror kungen använde då han var på besök. Samtiden menade att maken hade hennes kontaktnät att tacka för sin karriär. Ett typiskt exempel då hon utnyttjade sitt kontaktnät var år 1659, då hon bad sin brors vän Arvid Forbus att tala med kungen om hjälp till en kyrkoherde som förlorat allt i en brand. År 1674 ansökte Catharina Wallenstedt om att få tjänsten som hovkansler åt sin make Edvard Ehrensteen. Maria Eufrosyne gav då sitt stöd och ordnade ett möte för Wallenstedt med maken. 
År 1676, under den berömda Häxprocessen i Katarina, försökte ett av vittnena vid processen, Lisbeth Carlsdotter, anklaga både Maria Eufrosyne liksom hennes makes syster Maria Sofia De la Gardie för häxeri. Anklagelsen fick inga följder för Maria Eufrosyne, troligen på grund av hennes status. I stället innebar anklagelsen att Lisbeth Carlsdotters ställning som vittne förstördes, vilket medverkade till att häxprocesserna i Stockholm samma år avslutades.

Karl XI med familj av David Klöcker Ehrenstrahl, Eufrosyne bakom barnen.

### Reduktionen

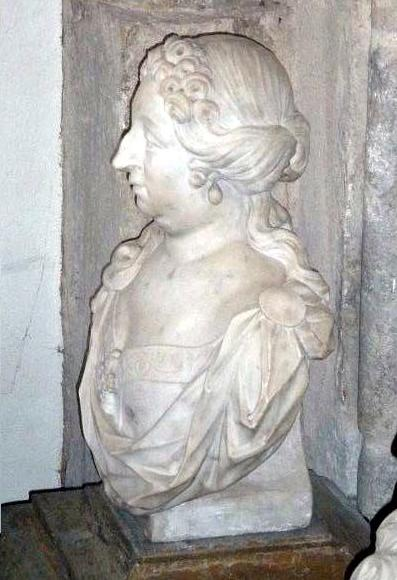
Prinsessan Maria Eufrosynes bildstod invid graven i Varnhem

Då maken hamnade i onåd hos Karl XI efter Johan Gyllenstiernas död 1680 agerade hon medlare mellan honom och sin brorson kungen. Hon ansökte om ett möte med Karl XI utan vittnen, men han vägrade gå med på hennes begäran, och audiensen på Ulriksdals slott skedde därför inför vittnen och blev resultatlöst. Hon lyckades dock få Anna Cronström att förmå sin make, hovrådet Johan Adolf Rehnsköld, att utverka en ny audiens för henne hos kungen, denna gång i enrum på Karlbergs slott. Hon bad vid detta möte om en tjänst åt maken och sade att hon hoppades att Johan Gyllenstierna befann sig i helvetet. Mötet resulterade i att hennes make utnämndes till riksdrots.
Maria Eufrosyne var mycket aktiv under Karl XI:s reduktion, då mycket av parets egendom konfiskerades av kronan. Hon avhöll sig inte för att i störst mån utnyttja sin släktskap med monarken och framhöll för denne att hon i egenskap av kungens faster: "framför andra kunde pretendera någon förmån" och att hon "förmodade någon skillnad vore mellan sig och andra donatarier"[källa behövs]. När landshövdingen i Skaraborgs län Per Örneklou år 1685 ville inspektera Höjentorp under förebärande, att det hade fått förfalla, lyckades hon få kungen att ingripa. Karl XI vägrade dock att förhindra ytterligare konfiskationer.  
Vid makens tredje onåd år 1686 uppträdde hon återigen som medlare. Denna gång hade hon dock ingen framgång. Vid Magnus Gabriels död 26 april 1686 befann hon sig i en svår ekonomisk situation, då reduktionen fortfarande pågick. Hon beskrev sig då som "en fattig pfalzgreve-dotter, som haft en svensk man och ingenstädes vet ute i världen någon tillflykt än till Gud, alla enkors tröst", och bad sin brorson kungen "av kunglig nåd och clemence unna hemie, dess usla faster, bedrövade enka och främling här i Sverige", eftergift i sin fordringar och skydd mot konfiskering. Hon lyckades 22 december 1686 få behålla sitt personliga underhåll, samt både Vänngarn och sitt favoritslott Höjentorp, men i övrigt vägrade kungen ingripa: han vägrade även finansiera makens begravning och förhindra en inventering av hennes smycken. Hon avled mitt under konfiskeringsprocessen. 
Maria Eufrosyne var även enligt Karl XI erkänt religiös. Hon lät rista in sitt valspråk "Gott ist mir allés" på väggarna i Läckö slott, och lät även prägla det på en medalj. År 1681 utgav hon anonymt andaktsboken "Der geistlich-hungerigen Seelen himmelisches Manna". Hon skrev 1682 en självbiografi "till att tacka och lova min Gud för alla sina gudomliga välgärningar, som han har bevisat mig alltifrån min ungdom till närvarande stund".

## Familj
Gift med Magnus Gabriel De la Gardie 1647. Av elva barn blev tre vuxna, och av dem fick bara ett (Hedvig) barn, som dock dog barnlöst.   

### Barn
1. Gustaf Adolf De la Gardie (1647–1695); barnlös
2. Catharina Charlotta De la Gardie (1655–1697), gift 1682 med greve Otto Wilhelm Königsmarck; barnlös
3. Hedvig Ebba De la Gardie (1657–1700), gift 1684 med greve Carl Gustaf Oxenstierna af Södermöre; en son som avled barnlös.